# Volleybalvereniging SVI
SVI Volleybal is een volleybalvereniging uit Zwolle en ontstaan in Ittersum.

## Geschiedenis en organisatie
SVI staat voor Sport Vereniging Ittersum. De naam verwijst naar het ontstaan van de vereniging als onderdeel van een omnisportvereniging in het dorpje Ittersum ten zuiden van Zwolle. Inmiddels maakt Ittersum deel uit van Zwolle-Zuid en is de volleybalafdeling een zelfstandige vereniging geworden met 350 leden. Ze traint en speelt haar wedstrijden sinds 1997 in Sporthal Zwolle-Zuid. De vereniging is aangesloten bij de Nederlandse Volleybalbond (Nevobo) en valt binnen de regio Noord. Het logo bestaat uit de letters van de club: SVI met daaronder volleybal. SVI kent een competitie- en een recreatieafdeling, zowel voor jong als voor oud. 

## Teams
De clubkleur van SVI is, evenals die van de stad Zwolle, blauw. De vereniging speelt in die reden in het blauw.
De eerste teams komen uit in de landelijke competitie,  de teams daarover in de regionale competitie. De jongste leden spelen circulatie minivolleybal (CMV). De vereniging komt uit op verschillende niveau's met negentien jeugdteams, acht recreantenteams,zes herenteams en acht damesteams. Het hoogste herenteam komt uit in de tweede divisie en het hoogste damesteam in de derde divisie van de bond.